# Comuna de Kraśniczyn
Kraśniczyn (polaco: Gmina Kraśniczyn) é uma gminy (comuna) na Polónia, na voivodia de Lublin e no condado de Krasnostawski. A sede do condado é a cidade de Kraśniczyn.
De acordo com os censos de 2004, a comuna tem 4383 habitantes, com uma densidade 39,8 hab/km².

## Área
Estende-se por uma área de 110,02 km², incluindo:
- área agricola: 73%
- área florestal: 20%

## Demografia
Dados de 30 de Junho 2004:
|                      | Total   | Total | Mulheres | Mulheres | Homens  | Homens |
| -------------------- | ------- | ----- | -------- | -------- | ------- | ------ |
|                      | pessoas | %     | pessoas  | %        | pessoas | %      |
| População            | 4383    | 100   | 2207     | 50,4     | 2176    | 49,6   |
| Densidade (pop./km²) | 39,8    | 100   | 20,1     | 20,1     | 19,8    | 19,8   |

De acordo com dados de 2002, o rendimento médio per capita ascendia a 1302,92 zł.

## Comunas vizinhas
- Grabowiec, Izbica, Krasnystaw, Leśniowice, Skierbieszów, Siennica Różana, Wojsławice